# Numero di Keith
Un numero di Keith è un numero intero che compare come termine in una relazione ricorsiva lineare con un dato generatore ovvero, dato un numero di partenza, questo sarà un numero di Keith se, scomposto nelle sue n cifre, esso compare come termine nella successione definita da:
{\displaystyle N=\sum _{i=0}^{n-1}10^{i}{d_{i}}}
La sequenza {\displaystyle S_{N}} generata dalla precedente relazione sarà formata da n termini iniziali {\displaystyle d_{n-1},d_{n-2},\ldots ,d_{1},d_{0}} (le singole cifre del numero originario) e da successivi infiniti termini ciascuno dei quali si ottiene sommando i precedenti n termini. Se il numero originario compare nella sequenza {\displaystyle S_{N}}, allora è un numero di Keith.
Per esempio, il numero 197 è un numero di Keith perché esso è un numero di n = 3 cifre che genera la sequenza 1, 9, 7, 17 = 1+9+7, 33 = 9+7+17, 57 = 7+17+33, 107 = 17+33+57, 197 = 33+57+107, ...
I primi numeri di Keith sono
14, 19, 28, 47, 61, 75, 197, 742, 1104, 1537, 2208, 2580, 3684, 4788, 7385, 7647, 7909
Non è noto se i numeri di Keith siano infiniti o meno. Esistono soltanto 71 numeri di Keith inferiori a 1019: ciò li rende molto più rari dei numeri primi. 